# Il caso Wagner
Il caso Wagner (Der Fall Wagner, in lingua tedesca) è un'opera di Friedrich Nietzsche, originariamente pubblicato nel 1888, con il sottotitolo Il problema di un musicista. È una critica a Richard Wagner reo — a parere di Nietzsche — di essersi lasciato coinvolgere eccessivamente dal movimento völkisch e dall'antisemitismo. La sua musica non è più rappresentata come un "affetto filosofico", e Wagner è ironicamente paragonato a Georges Bizet. Nondimeno, Wagner è presentato solo come un particolare sintomo di una più vasta "malattia" infettante l'Europa, ossia il nichilismo. Al di là degli aspetti più schiettamente polemici, Nietzsche si rivela in quest'opera quale competente critico musicale, e vi si rinvengono altresì le premesse fondative di ulteriori riflessioni sulla natura dell'arte e sulla sua relazione con la futura salute dell'umanità.

## Il ripensamento
Il lavoro in questione è in netto contrasto con La nascita della tragedia, in cui Nietzsche acclamava Wagner come colui che incarnava la necessità nella musica di superarne la concezione puramente analitica e spassionata. Prima di Il caso Wagner Nietzsche aveva iniziato ad allentare il suo rapporto con l'ex amico e mentore già in Wagner a Bayreuth (una parte delle Considerazioni inattuali). Uno degli ultimi scritti di Nietzsche ritornò sul tema critico che qui commentiamo. In Nietzsche contra Wagner, Nietzsche assembla vari estratti delle sue opere per dimostrare di aver avuto coerentemente sempre una medesima visione della musica, ancorché distortamente applicata a Wagner nelle proprie prime composizioni letterarie in proposito.